# Eriocnemis mirabilis
El calzoncitos de Munchique, coqueta maravillosa o calzadito admirable (Eriocnemis mirabilis), también denominado esmeraldita patiblanca de Munchique, paramero de Munchique o  zamarrito de Munchique,[cita requerida] es una especie de ave apodiforme de la familia Trochilidae (los colibríes) perteneciente al género Eriocnemis. Es endémico de una pequeña región de los Andes occidentales de Colombia y se encuentra amenazado de extinción.

## Distribución y hábitat
Se encuentra únicamente en la vertiente del Pacífico de los Andes occidentales de Colombia, en Cauca, principalmente en el Parque nacional natural Munchique y en la Serranía del Pinche.
El habitat preferencial de esta especie son las selvas húmedas y sus bordes, especialmente los bosques nubosos no perturbados, pero también ha sido observado en bordes y pequeños claros. Caracterizado por la presencia de Billia colombiana, Clusia, Persea, Hyeronima colombiana, Quercus humboldtii y Weinmannia pubescens. En la zona subtropical, en altitudes entre 2200 y 2440 m.

## Descripción
Alcanza una longitud de 8 cm. El macho en la parte superior es de color verde oscuro iridiscente, la frente es verde esmeralda. Se extiende detrás de los ojos una mancha blanca. La cola es en la cara superior e inferior oliva bronceado oscuro y en la inferior color amarillo oliváceo. La garganta y el cuello son iridiscentes azules o verdes. El vientre es de color violeta con manchas cobrizas. La cola está cubierta por brillos rubí y oro. Las piernas están cubiertas de mechones blancos, que cerca de las patas se hacen rojizos. Las hembras son de color verde oscuro arriba y a los lados. El centro de la garganta y el pecho son de color blanco y se caracteriza por manchas verdes. La parte inferior es bronce rojizo con manchas blancas. La cola es verde bronceado con franjas de color azul negro y manchas blancas arriba.

## Alimentación
Se alimenta de néctar de flores de Clusia, Miconia, Cavendishia, Psammisia, Diogenesia, Satyria, Bomarea, Palicourea, Elleanthus, Burmeistera, Thibaudia, Besleria y Disterigma.

## Estado de conservación
El calzoncitos de Munchique había sido calificado como «críticamente amenazado de extinción» debido a su área de distribución extremadamente pequeña y por ser conocido en apenas en la localidad tipo. En nueva revaluación realizada en 2017 fue calificado como «amenazado de extinción» por la Unión Internacional para la Conservación de la Naturaleza (IUCN), a pesar de su pequeña zona de distribución, estimada en 680 km2 es ahora encontrado en cuatro localidades y su reducida población, estimada en 250 a 1000 individuos maduros  se presume estar en decadencia como resutado de la severa fragmentación de su hábitat debido a la exploración de madera en pequeña escala y a la agricultura. Su distribución abarca dos áreas protegidas, el Parque nacional natural Munchique con 440 km2 y la Reserva natural Aves Mirabilis Swarovski con 1900 ha, establecida por la Fundación ProAves.
La región dependía económicamente de las frutas de lulo, cuyos cultivos a la sombra eran compatibles con el bosque, la amenaza era menor, pero las plagas que afectaron al lulo fueron seguidas de mayor deforestación y una mayor amenaza para este colibrí.

## Sistemática

### Descripción original
La especie E. mirabilis fue descrita por primera vez por el ornitólogo estadounidense Rodolphe Meyer de Schauensee en 1967 bajo el mismo nombre científico; su localidad tipo es: «Charguayaco, 7200 pies (c. 2200 m), pendiente occidental de los Andes occidentales, Cauca, Colombia»; el holotipo, un macho adulto recolectado en abril de 1967, se encuentra depositado en la Academia de Ciencias Naturales de la Universidad Drexel, en Filadelfia, bajo el número ANSP 170033.

### Etimología
El nombre genérico femenino «Eriocnemis» es una combinación de las palabras del griego «erion» que significa ‘lana’, y «knēmis» que significa ‘bota’; y el nombre de la especie «mirabilis», en latín significa ‘maravilloso’.

### Taxonomía
Es pariente próxima de Eriocnemis aline, de la cual se separa por el árido valle del río Patía. Es monotípica.